# Erateina appendicularia
Erateina appendicularia là một loài bướm đêm trong họ Geometridae.